# 同德醫學院
同德医学院是中国上海歷史上的一所醫學院，該學校下設附屬醫院、附屬中學和高級護士職業學校。江逢治（1918-1924）、黃鐘（1924-1925）、龐京周（1925-1932）、顧毓琦（1932-1952）先後出任該校校長。

## 歷史
同德醫學院於1918年建校，創辦人是沈雲扉。最初名為同德醫學專門學校，校舍位於麥根路，後來遷至愛文義路。1930年7月更名為同德醫學院。1935年，學院在翔殷路（今該路段為邯鄲路）建立校舍。淞滬會戰期間校舍一部分被毀。學校於是在同孚路的附屬醫院展開教學活動。1952年，同德醫學院與震旦大学医学院和圣约翰大学医学院合并成立上海第二医学院。

## 附屬醫院
同德醫院，位於青島路，建於1919年，是學校的學生實習醫院。同德附屬醫院成立後更名為同德產院。
同德附屬醫院，位於同孚路67弄1號，成立於1927年。